# Anita Malfatti
Anita Catarina Malfatti (San Paolo, 2 dicembre 1889 – San Paolo, 6 novembre 1964) è stata una pittrice brasiliana della corrente modernista.